# Suchoi Su-20
Bei der Suchoi Su-20 (russisch Сухой Су-20, interne Bezeichnung S-32MK) handelt es sich um einen Jagdbomber der Sowjetunion aus der Suchoi-Flugzeugfamilie Su-7 bis Su-22.

## Entwicklung
Die Su-20 ist eine Exportversion der Su-17M, die nach einem Beschluss der sowjetischen Regierung zur Ausrüstungsmodernisierung der Su-17 vom Februar 1972 entwickelt wurde. Der Erstflug des als S-32MKI bezeichneten Prototyps erfolgte im Dezember gleichen Jahres. Die Erprobung wurde nach einem Jahr abgeschlossen und das Modell im Dezember 1973 für den Export freigegeben. Nutzer waren die Nahoststaaten Ägypten, Irak und Syrien. Als einziger der Warschauer Vertragsstaaten erhielt Polen die Su-20 und hatte sie bis 1997 im Bestand. Es existierte auch eine Aufklärungsversion Su-20R. Von außen unterscheiden sich die Su-20 und das verbesserte Modell Su-22 von der Su-17 vor allem durch den flacheren Grat zwischen Pilotenkanzel und Heckflosse. Alle Genannten und ihre Vorgängerin Suchoi Su-7 tragen denselben NATO-Codenamen: Fitter.

## Technische Daten

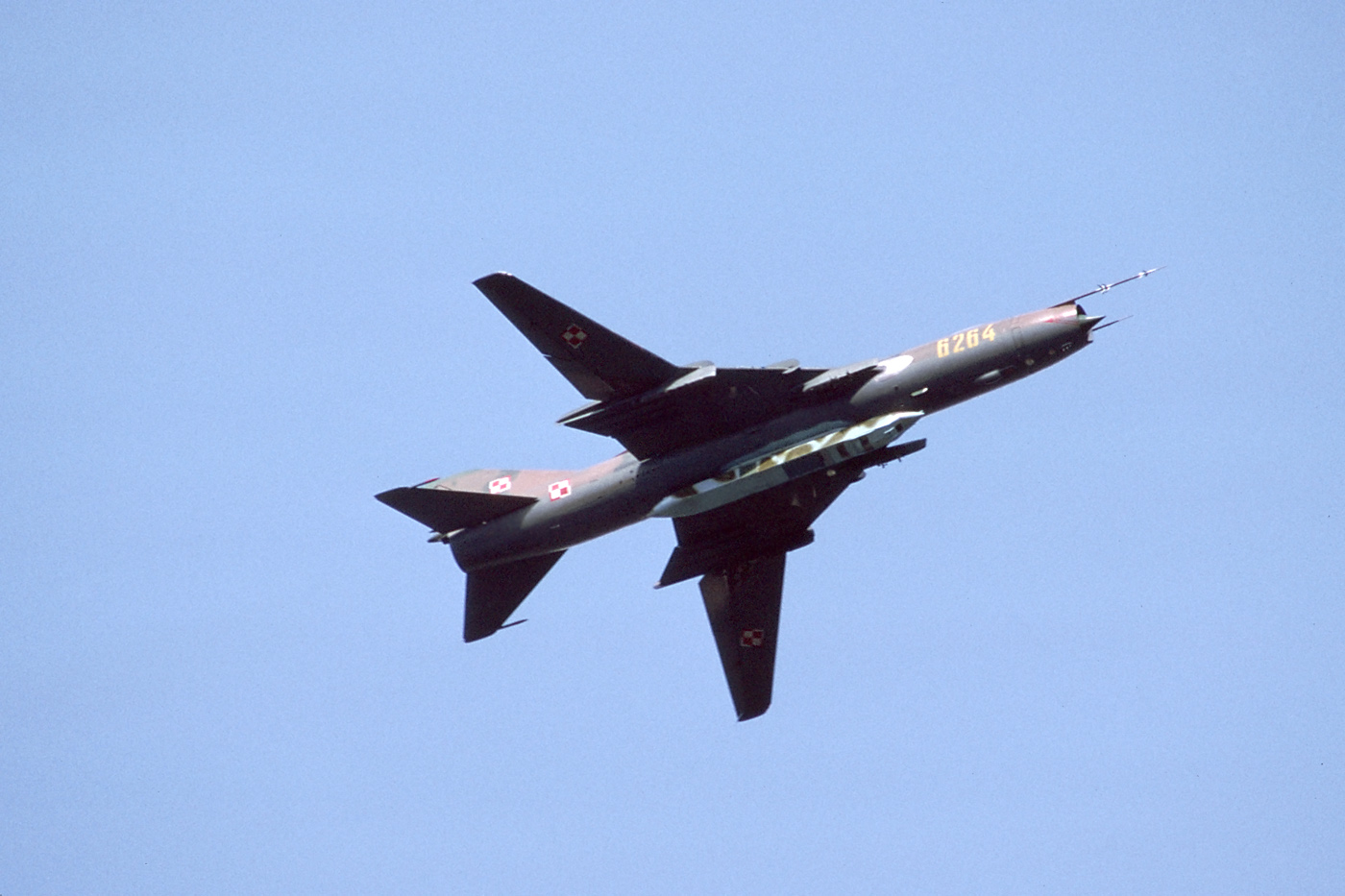
Polnischer Aufklärer Su-20R mit Fotobehälter KKR (1991)

Luftbildkamera AFA 39; verwendet bei der Suchoi Su-20 im Komplexaufklärungscontainer KKR

| Kenngröße             | Daten                                                           |
| --------------------- | --------------------------------------------------------------- |
| Spannweite            | 13,68 m bei minimaler Pfeilung 10,025 m bei maximaler Pfeilung  |
| Länge                 | 18,10 m                                                         |
| Höhe                  | 4,96 m                                                          |
| Tragflügelfläche      | 38,49 m² bei minimaler Pfeilung 34,45 m² bei maximaler Pfeilung |
| Leermasse             | 9.950 kg                                                        |
| Startmasse            | maximal 16.270 kg                                               |
| Triebwerk             | ein Strahltriebwerk Ljulka-AL-21F-3                             |
| Leistung              | 7.800 kp 11.200 kp mit Nachbrenner                              |
| Höchstgeschwindigkeit | 1.350 km/h in Bodennähe 2.220 km/h in über 11.000 m Höhe        |
| Dienstgipfelhöhe      | 17.600 m                                                        |
| Reichweite            | 1.000 km                                                        |
| Operationsradius      | 675 km mit 2.000 kg Waffenzuladung                              |
| Besatzung             | 1                                                               |

## Bewaffnung

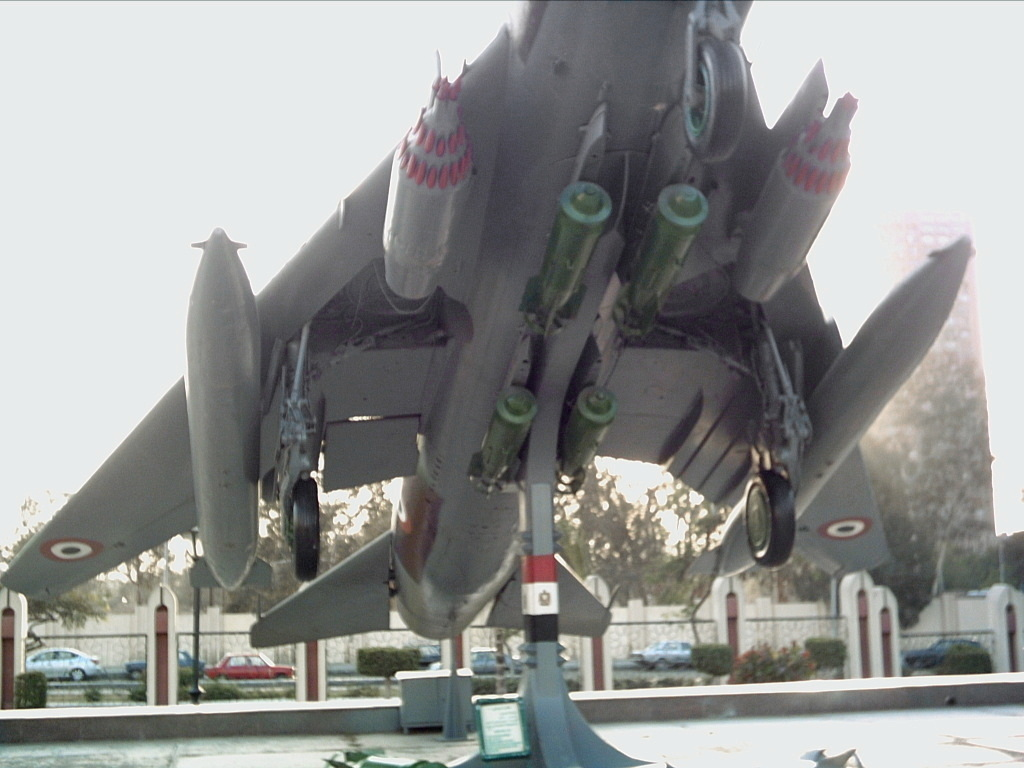
Bewaffnung einer ägyptischen Su-20

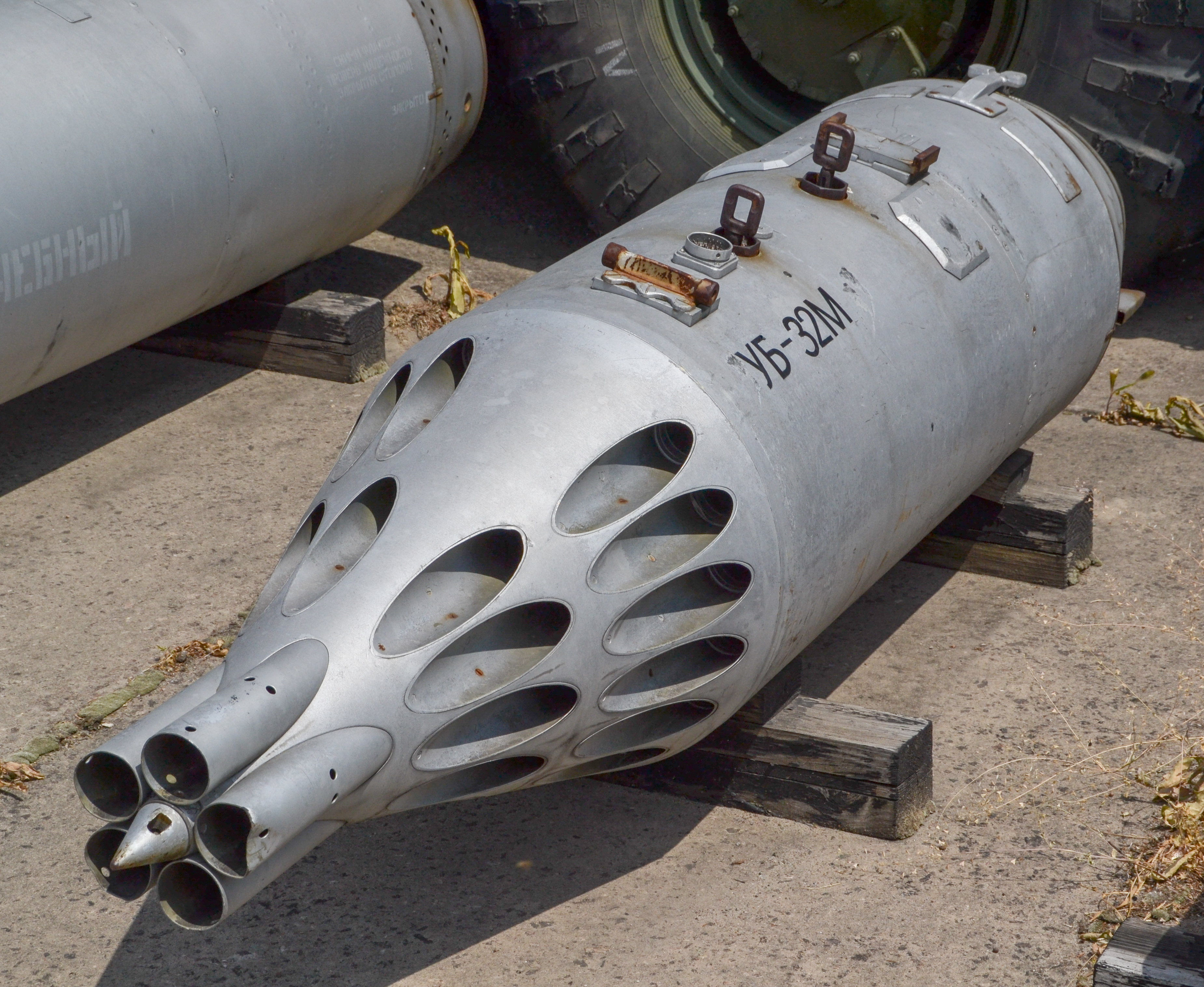
Rohrstartbehälter UB-32M für ungelenkte S-5-Luft-Boden-Raketen

Festinstallierte Kanonen-Bewaffnung in den Tragflächenwurzeln auf jeder Seite
- 1 × 30-mm-Maschinenkanone Nudelman-Richter NR-30 mit 80 Schuss Munition. Am Rumpf wurden zum Schutze der Außenhülle auf Höhe der Kanonenmündungen Verstärkungsbleche angebracht.

Waffenzuladung von 3.000 kg an acht Waffenpylonen (davon zwei mitschwenkend an den äußeren Flügeln)
Luft-Luft-Lenkflugkörper
- 2 × APU-60-1-Startschiene für je 1 × Wympel R-60M (K-60 bzw. AA-8 „Aphid“) – infrarotgesteuert, selbstzielsuchend für Kurzstrecken
- 2 × BD-60-21U-Startschiene für je 1 × Wympel R-3S (K-3S bzw. AA-2 „Atoll“) – infrarotgelenkt, selbstzielsuchend für Kurzstrecken

Luft-Boden-Lenkflugkörper
- 2 × APU-68UM-Startschiene für je 1 × Swesda Ch-23 (AS-7 „Kerry“) – funkferngesteuert

Ungelenkte Luft-Boden-Raketen
- 6 × UB-32M-57-Raketen-Rohrstartbehälter für je 32 ungelenkte S-5-Luft-Boden-Raketen; Kaliber 57 mm
- 6 × UB-16-57UM-Raketen-Rohrstartbehälter für je 16 ungelenkte S-5-Luft-Boden-Raketen; Kaliber 57 mm

Ungelenkte Freifallbomben
- 8 × FAB-100 (100-kg-Freifallbombe)
- 8 × FAB-250 (250-kg-Freifallbombe)
- 8 × RBK-250-275 (275-kg-Streubombe)

Zusatzbehälter
- 4 × abwerfbarer Zusatztank PTB-800 für 800 Liter Kerosin
- 4 × abwerfbarer Zusatztank PTB-1150 für 1.150 Liter Kerosin